# Église Saint-Germain-l'Auxerrois de Romainville
Pour les articles homonymes, voir Église Saint-Germain-l'Auxerrois.
L'église Saint-Germain-l’Auxerrois située à l'angle de la rue Carnot et de la rue Paul-de-Kock à Romainville est une église paroissiale de Seine-Saint-Denis, dévolue au culte catholique. Elle est l'œuvre de l'architecte Alexandre-Théodore Brongniart.

## Historique

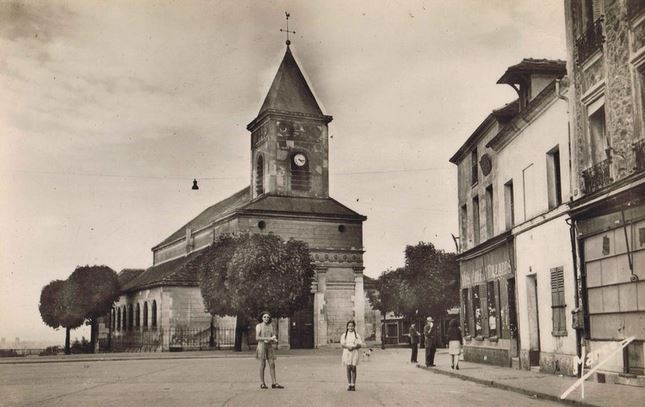
Église de Romainville, vers 1900.

Sur cet emplacement s'élevait une église bâtie au XIIIe siècle, et dédiée à saint Romain, évêque de Meaux au VIIIe siècle.
Le nom « Germain d'Auxerre » n’apparaît qu’au XIVe siècle. 
La construction d'un château au XVIIe siècle, accueillant les seigneurs du domaine, entraînera la construction d'une nouvelle église, terminée en 1787.
Au milieu du XVIIIe siècle, le cimetière paroissial se trouve devant l’église. Par le décret impérial sur les sépultures du 23 prairial an XII (12 juin 1804) promulgué par Napoléon Ier les tombes doivent être déplacées en dehors de la muraille de la ville. Les sépultures sont donc progressivement déplacées vers le premier cimetière communal de Romainville.

## Description

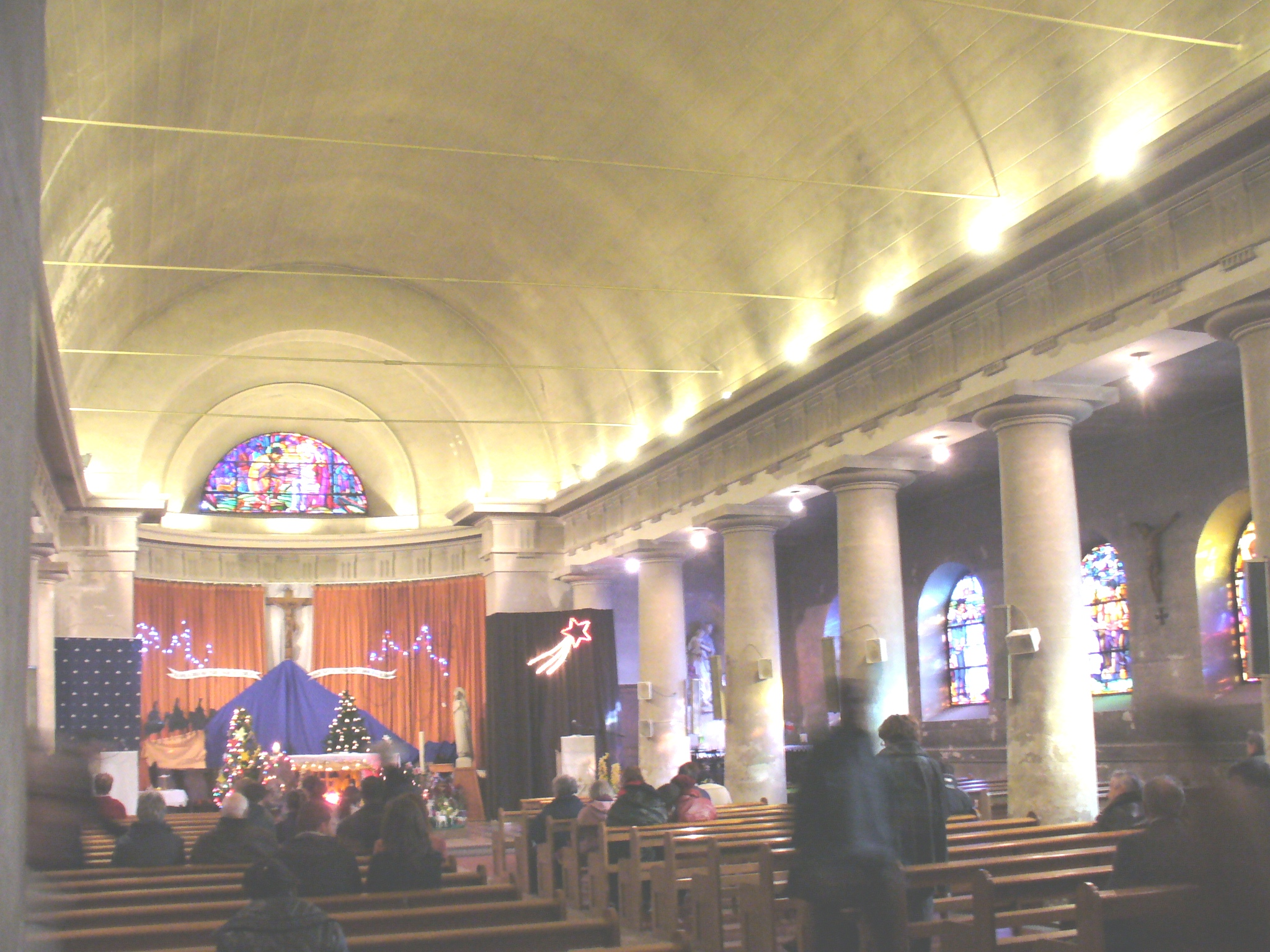
La nef de l'église, Noël 2009.

On peut y voir une Vierge à l'Enfant du XVIe, des stalles en chêne du XVIe de chaque côté du chœur et une Vierge à l’Enfant en pierre du XVIIe-XVIIIe, tous ces objets venant de l'ancienne église.
Louise de Ségur y est enterrée. Il y a un caveau sous la nef et un autre sous le maître autel.
Attenant à l'église se trouve un square qui porta successivement le nom de square de l'église, puis square Paul-de-Kock, et qui était décoré d'un buste à l'effigie de l'écrivain.